# Feilding
Feilding (maor. Aorangi) – miasto w Nowej Zelandii, w regionie Manawatu-Wanganui. Według danych szacunkowych na rok 2008 liczy 13 914 mieszkańców.